# Siparuna grandiflora
Siparuna grandiflora är en tvåhjärtbladig växtart som först beskrevs av Carl Sigismund Kunth, och fick sitt nu gällande namn av Janet Russell Perkins. Siparuna grandiflora ingår i släktet Siparuna och familjen Siparunaceae. Inga underarter finns listade i Catalogue of Life.